# Ewa Matyjaszek-Matela
Ewa Matyjaszek (ur. 23 kwietnia 1979 w Bytomiu) – polska siatkarka grająca na pozycji rozgrywającej.

## Życiorys
Występowała w AZS AWF Danter Poznań zdobywając Wicemistrzostwo Polski. W latach 2004–2009 reprezentowała barwy MKS Dąbrowa Górnicza, z którym wywalczyła awans do PlusLigiKobiet oraz dwukrotnie zajęła 5. miejsce, w tym jako beniaminek. W sezonie 2009/2010 grała w PTPS Piła. od sezonu 2010/2011 występowała w klubie Impel Gwardia Wrocław. Występowała też w 1-ligowym Armatura Eliteski UE Kraków.

## Kariera
- 2002–2004   - AZS AWF Danter Poznań
- 2004–2009   - MKS Dąbrowa Górnicza
- 2009–2010   - PTPS Piła
- 2010–2012   - Impel Gwardia Wrocław
- 2012–2013   - Armatura Eliteski UE Kraków
- 2013–2015  -  Energetyk Poznań
- 2015 -  -  AZS Opole
- 2017–2018  - Sokół ' 43 SMS AZS AWF Katowice(1.Trener)

## Osiągnięcia
- medal Mistrzostw Polski  2003/2004 - AZS AWF Danter Poznań